# ماركو سلفادور
ماركو سلفادور (بالإيطالية: Marco Salvador)‏ هو كاتب إيطالي، ولد في 10 نوفمبر 1948 في أرزنة ‏ في إيطاليا.